# 四帝共治制

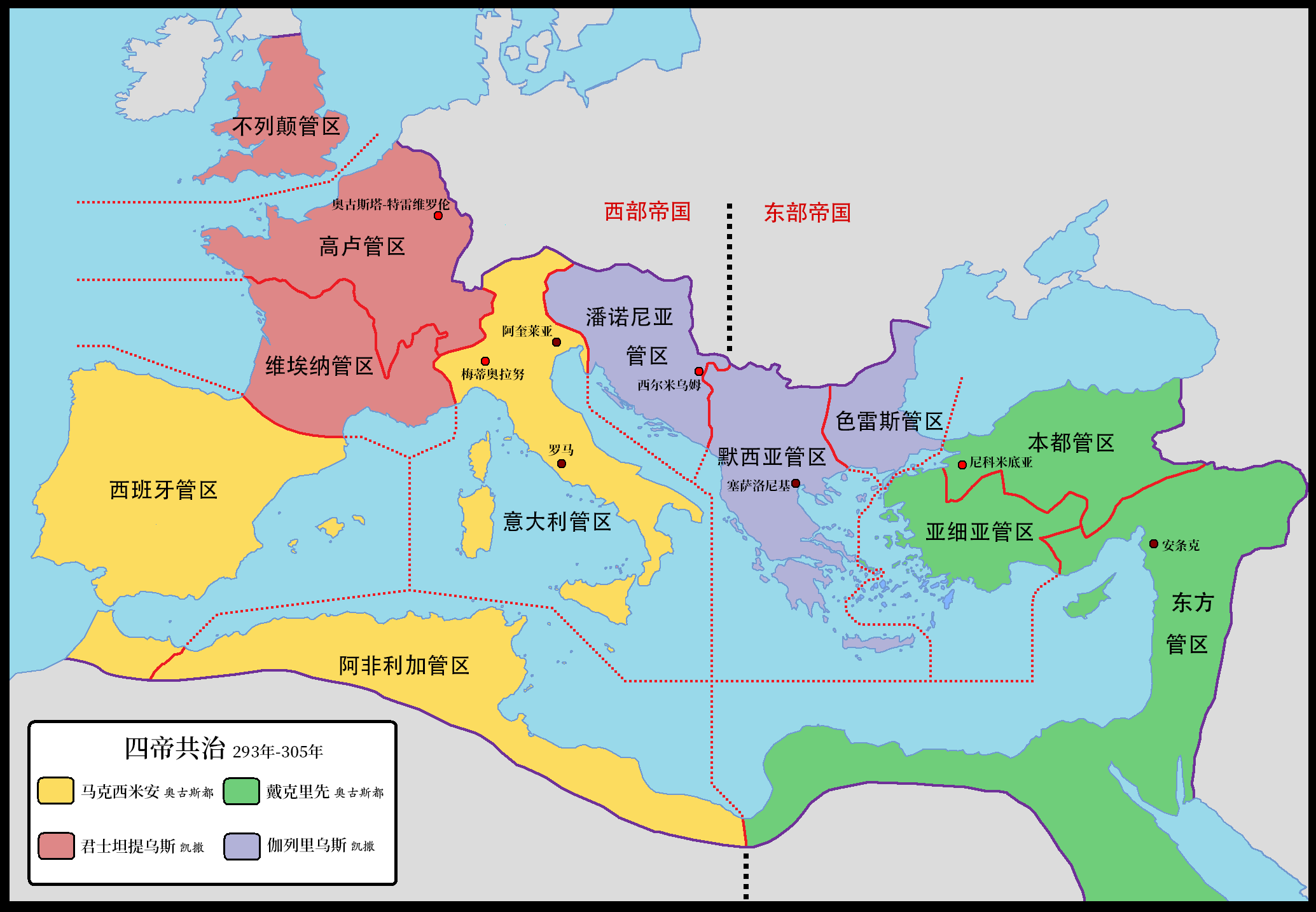
第一次四帝共治（293年—305年）
黃：西帝國奧古斯都馬克西米安 綠：東帝國奧古斯都戴克里先
紅：西帝國凱撒君士坦提烏斯一世 藍：東帝國凱撒伽列里烏斯

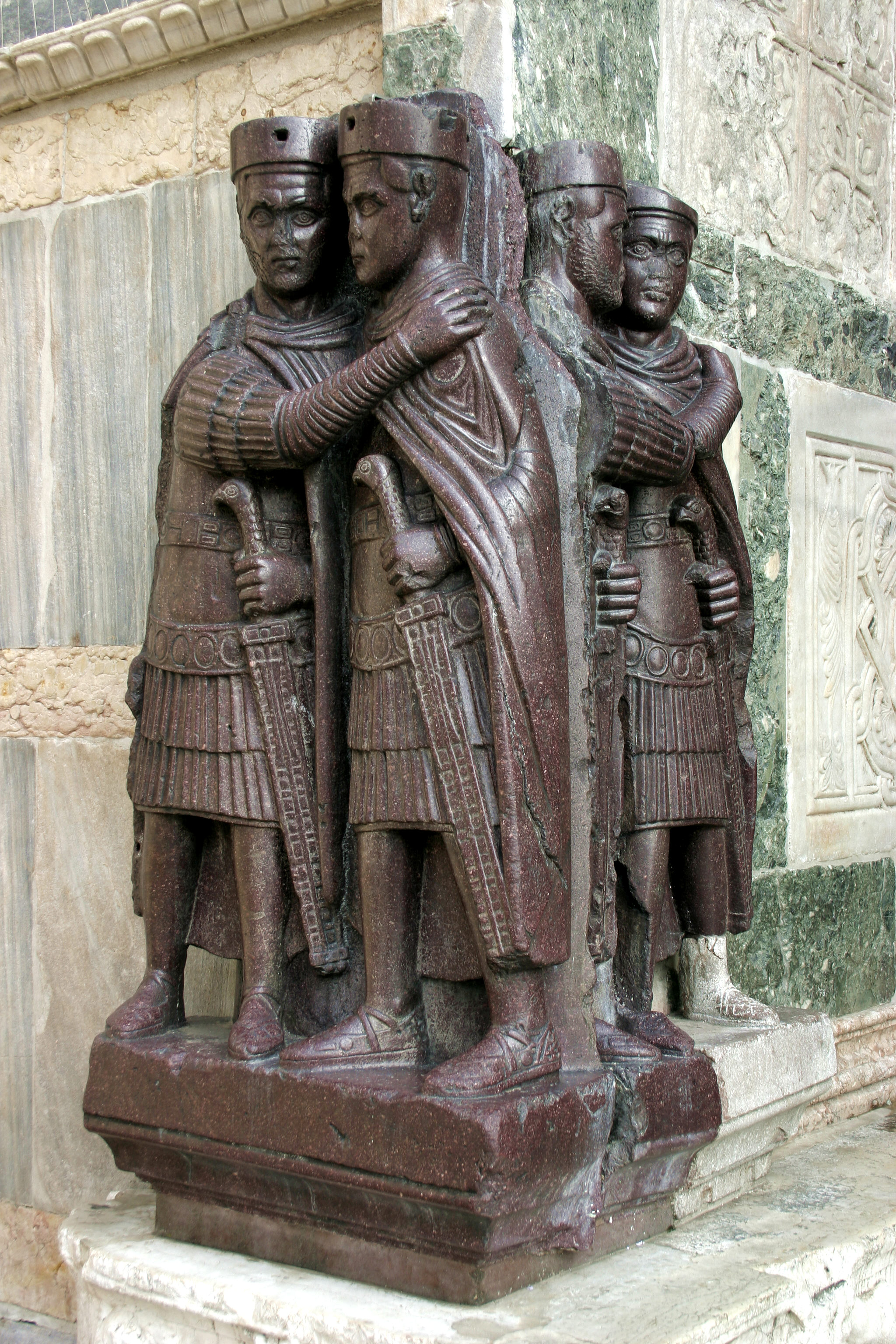
四帝共治斑岩雕像。原矗立於君士坦丁堡友愛廣場，1204年第四次十字軍東征中君堡被洗劫，該雕像被運至威尼斯共和國。現存於威尼斯聖馬爾谷聖殿宗主教座堂

四帝共治制（英語：Tetrarchy）是羅馬皇帝戴克里先在293年創立的一個治理模式。由於他看出羅馬帝國過去兩、三百年間世襲制度的缺點，整個國家積弱不振，甚至引發空前絕後的三世紀危機，於是他大規模地將全國的政治體制整個翻轉，即廢除了帝位世襲及君王獨裁的制度，創新一個四帝共治制的治理模式：兩位最高級的領導人（或稱正帝）任職為奧古斯都及兩位次級領導人（或稱副帝）任職為凯撒，即全境共有四位領導人去分治東、西羅馬帝國。而奧古斯都的任期是有期限的，屆滿後得自動退位由副帝繼任之。

## 起源
第一階段，戴克里先將馬克西米安指定為共治皇帝──首先在285年為凱撒（副皇帝），隨後在286年晉升為奧古斯都。戴克里先負責帝國東部地區的事務，而馬克西米安負責西部地區。293年，戴克里先認為需要關注更多公民和軍事問題，因此在馬克西米安的同意下，他通過任命兩名凱撒──伽列里乌斯和君士坦提烏斯一世。
305年，兩個奧古斯都共同退位，君士坦提烏斯和伽列里乌斯升為奧古斯都。 他們又任命了兩個新的凱撒──塞維魯二世和馬克西米努斯，從而創建了第二階段的四帝共治。

## 年表
- 284年，羅馬將領戴克里斯（後來的戴克里先）在羅馬東部被麾下軍隊推舉為奧古斯都。
- 285年，戴克里斯擊敗共治奧古斯都卡里努斯，後者被叛將刺殺後，戴克里斯成為唯一的奧古斯都，並改名為戴克里先；戴克里先任命部將馬克西米安為凱撒。
- 286年，戴克里先自命為羅馬東部奧古斯都，任命馬克西米安為西部奧古斯都。
- 293年，戴克里先推行四帝共治：戴克里先任命部將伽列里烏斯為羅馬東部凱撒，馬克西米安則任命地方首長君士坦提烏斯一世為羅馬西部凱撒。
- 305年，戴克里先與馬克西米安自願退位，伽列里烏斯與君士坦提烏斯分別晉升為羅馬東、西部的奧古斯都；伽列里烏斯又專橫地任命其外甥馬克西米努斯和部將塞維魯二世分別為羅馬東、西部的凱撒。
- 306年，君士坦提烏斯病歿，其子君士坦丁一世自立為羅馬西部奧古斯都，後接受伽列里烏斯之命改任西部凱撒。羅馬城的馬克森提烏斯自命為羅馬西部奧古斯都，並邀請其父馬克西米安回任共治奧古斯都。試圖進軍羅馬城的塞維魯二世兵敗被俘。
- 307年，君士坦丁娶馬克西米安之女並由馬克西米安宣布為羅馬西部奧古斯都。伽列里烏斯進軍義大利卻無功而還，反而使軟禁中的塞維魯二世被殺。
- 308年，馬克西米安與其子內訌，前者出走。忠於馬克西米安的非洲副首長多米提烏斯·亞歷山大自立為帝。伽列里烏斯召來戴克里先與馬克西米安開會，決議馬克西米安再次退位、君士坦丁則降回羅馬西部凱撒，但可與馬克西米努斯併稱奧古斯都之子，而伽列里烏斯的部將李錫尼則出任西部奧古斯都（但他實際上只能參與統治羅馬東部的歐洲部分，馬克西米努斯則一直統治羅馬東部的亞非部分）。
- 309年，馬克西米安投奔高盧的君士坦丁。
- 310年，馬克西米努斯與君士坦丁分別自命為羅馬東、西部的奧古斯都。馬克西米安背叛君士坦丁自立為奧古斯都，但失敗自縊。
- 311年，伽列里烏斯病歿。多米提烏斯·亞歷山大敗於馬克森提烏斯，被處以絞殺。
- 312年，君士坦丁發動米爾維安大橋戰役擊敗馬克森提烏斯，後者陣亡；君士坦丁成為名符其實的羅馬西部奧古斯都。戴克里先病逝。
- 313年，李錫尼與君士坦丁的妹妹結婚，並與君士坦丁簽署米蘭敕令。馬克西米努斯發動特茲拉盧姆戰役，卻敗給李錫尼，並橫死於逃亡路線；李錫尼成為羅馬東部奧古斯都。
- 314年，羅馬東、西部發生第一次衝突，李錫尼敗退時任命部將瓦倫斯為共治奧古斯都。
- 316年，李錫尼再敗於君士坦丁，被迫處死瓦倫斯求和。
- 324年，君士坦丁在阿德里安堡戰役大敗李錫尼，李錫尼任命其首相馬提尼亞努斯為羅馬西部奧古斯都，但兩人都戰敗成為君士坦丁的階下囚。
- 325年，羅馬的唯一統治者君士坦丁處死李錫尼與馬提尼亞努斯。
- 337年，君士坦丁大帝因病駕崩。